# Dibunus lagunae
Dibunus lagunae is een hooiwagen uit de familie Epedanidae. De originele naamcombinatie (protoniem) was Triacudorsulum bakeri Roewer, 1926. Een volgende naamrecombinatie werd gepubliceerd als Dibunus bakeri (Roewer, 1926) in Goodnight & Goodnight 1957 (die overigens een niet-herkend secundair homoniem creëerde). Later werd de alternatieve naam Dibunus lagunae Kury, 2020 gecreëerd, om de verwarring op te lossen.